# インクストゥエンター
株式会社インクストゥエンター（英: INCS toenter Co.,ltd.）は、日本の芸能事務所。

## 概要
2004年6月設立。主にインターネット上で活動しているアーティストが所属している。また、インディーズレーベル「TamStar Records」を保有している。
英文での社名は「INCS toenter Co.,ltd.」の他、supercell・やなぎなぎのウェブサイトでは「INCS toenter, INC.」とまちまちである。
2014年6月30日、グループ内に声優プロダクション「株式会社m&i」を設立。
2024年3月31日、m&iが事業をインクストゥエンターに譲渡し「株式会社インクストゥエンター m&i事業部」となる。

## 所属アーティスト・タレント

### インクストゥエンター
（）内は所属レコード会社

#### クリエイター集団・ユニット
- EGOIST（Sony Music）
  - TVアニメ「ギルティクラウン」発のアーティスト。supercellのryoがプロデュースを手掛けている。ボーカルはchelly。
- KUMONOSU
- CTS
- supercell（Sony Music）
  - VOCALOID楽曲を発表しているミュージシャンのryoを中心としたクリエイター集団。Sony RecordsとSOULTAG・GT musicの同時在籍（原則は前者でVOCALOID楽曲が後者）。
- HoneyWorks
- livetune（TOY'S FACTORY）
  - VOCALOID楽曲を発表している音楽プロデューサーのkzによるソロ・ユニット。所属レーベルの変遷は、Victor→LOiD→SOULTAG→TOY'S。
- Maison B
  - 大人気オーディションに出演した元練習生7名により結成されたボーイズグループ。ラッパーのKEN THE 390がプロデューサーとして全面的にサポート。Maison Bというグループ名の「B」には"Bクラス"からの逆転、そして常に現状を"BREAK"していくという決意が込められている。2025年5月20日解散。

#### シンガーソングライター・歌手
- カグラナナ
- 鹿乃
- こゑだ（BeanZoo(自主レーベル)）
  - 元supercellのボーカル。
- この子
- ゴム（SOULTAG）
  - インターネット上の歌い手。
- ハナエ
- ハルカハミングバード
- やなぎなぎ（NBCUniversal）
  - シンガーソングライター。supercellのゲストボーカルnagiや、ガゼル名義での活動歴もある。
- YUC'e
- LULU X（業務提携）

#### ミュージシャン
- kz
- Nor
- 八王子P（TOY'S FACTORY）
  - VOCALOID楽曲を発表しているミュージシャン。元SOULTAG所属。
- ゆうゆ
- 40mP
- 雪乃イト

#### DJ
- DJ KAYA
- BUNNY（業務提携）

#### MC
- KEN THE 390
- ZEN-LA-ROCK（業務提携）
- らっぷびと（EMI Music Japan）
  - ラッパー。所属レーベルは、EXIT TUNES→EMI Music Japan→dmARTS。

#### 作家
- 一為
  - イラストレーター。
- 百瀬祐一郎
  - 脚本家・小説家。

### 製品
- Ci flower

### インクスプロダクション
（）内は所属レコード会社
- KEN THE 390（Da.Me.Records）
  - ヒップホップミュージシャン。
- SA.RI.NA（ヴィレッジアゲイン・アソシエイション）
  - シンガーソングライター。
- Tiara（NIPPON CROWN）
  - シンガーソングライター。

### m&i
- 渕上舞（Lantis）
- 長井新[5]
- 長尾玲奈[6]

## 過去に所属していた主なアーティスト・タレント
- 佐々木智代（現所属：東京俳優生活協同組合）
- のだまみ（フリー）
- 河崎文亮（引退）[7]
- 成海皐月[8]
- 花守ゆみり（現所属：tomorrow jam主宰）[9]
- 吉岡美咲（フリー）[10]
- EGOIST （2023年10月9日をもって活動終了。同時にボーカルのrecheは事務所退社）
- Tia（退所）
- 山澤寿紀